# Pablo Abraira
Pablo Abraira (né le 1er juillet 1949 à Madrid) est un chanteur et un auteur-compositeur de chansons espagnol. Il est l'auteur d'une multitude de chansons dans les années 1970. 
Il obtient son meilleur succès en 1977 avec le thème Gavilán o Paloma ou encore la chanson O tu o nada.
En février 2006, Pablo Abraira lance une compilation de ses meilleures chansons. 